# Bjarne Louis Hansen
Bjarne Louis Hansen (22. juni 1924 – 20. april 1945) var en dansk modstandsmand, der var medlem af BOPA.
Fredag den 20. april 1945 var han, sammen med flere medlemmer af modstandsgruppen BOPA, i ildkamp mod tyske officerer på Roskilde Landevej, nær Pilegården ved Brøndbyøster. Eftersom tyskerne fik forstærkning måtte modstandsfolkene fra BOPA trække sig tilbage, da de var løbet tør for ammunition. Bjarne Louis Hansen blev på sin post, således at hans kammerater kunne undslippe med livet i behold. Kort efter blev han selv ramt af et dødbringende skud.